# 渟名城入姬命
渟名城入姬命（日语：／ Nunakiiribimenomikoto，？—？）是日本古代記紀記載的皇女，《日本書紀》稱其為渟名城入姬命、淳名城入姬命或渟名城稚姬命，《古事記》稱為沼名木之入日売命，《古事記》並沒有記載其相關事蹟。第10代崇神天皇的皇女，聞名於與奈良縣天理市的大和神社祭神倭大國魂神相關的事蹟。

## 系譜
名稱以《日本書紀》的稱呼為先，括號內的是《古事記》等的稱呼
按《日本書紀》和《古事記》記載，渟名城入姬命是第10代崇神天皇與妃尾張大海媛（意富阿麻比賣）之女。
其中，《日本書紀》指出渟名城入姬命的同母兄是八坂入彥命（八坂之入日子命），同母妹是十市瓊入媛命（十市之入日賣命）；《古事記》則指其兄長為《日本書紀》未有記載的大入杵命。

## 紀錄
按《日本書紀》崇神天皇6年條記載，由於當時百姓流離失所，加上發生叛亂等，國內情勢不穩，對此崇神天皇希望能夠設置地方供奉天照大神和倭大國魂神，於是便讓豐鍬入姬命在倭笠縫邑供奉天照大神，渟名城入姬命則負責供奉倭大國魂神。然而，由於渟名城入姬命脫髮，而且太過瘦弱，因此無法拜祭倭大國魂神。
按《日本書紀》垂仁天皇25年3月條，大倭大神以「一雲」來發出供奉自己的神諭，中臣探湯主以占卜決定由「渟名城稚姬命」負責。天皇隨即命渟名城稚姬前往以神地穴磯邑（現奈良縣櫻井市穴師）之名，在大市（奈良縣櫻井市芝附近）的長岡岬供奉，但是渟名城稚姬太過瘦弱而無法拜祭，因此便改由大倭直之祖長尾市宿禰代為供奉。這裡提及的「渟名城稚姬命」可能與渟名城入姬命是同一人。

## 考証
有關渟名城入姬命在《日本書紀》上的事蹟，均是奈良縣天理市大和神社的起源。其中，有些意見認為崇神天皇在血統上不能供奉倭國的國魂，因此便讓倭國造一族大倭直負責。